# Oelber am weißen Wege

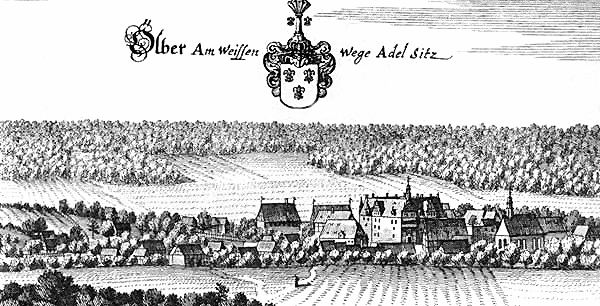
Merian-Stich von Oelber mit dem Schloss, 1654

Oelber am weißen Wege ist ein Ortsteil der Gemeinde Baddeckenstedt im Landkreis Wolfenbüttel mit 1465 Einwohnern (2002). Frühere Chronisten beschrieben Oelber a.w. Wege (auch: a.w.W.) als „malerisches kleines Dorf zwischen bewaldeten Höhenzügen“. Bekannt ist der Ort durch das Schloss Oelber der Freiherren von Cramm.

## Geografie
Das Dorf ist von der B 6 und von Salzgitter-Lichtenberg über eine Kreisstraße erreichbar. Es liegt abgelegen in einem auslaufenden Tal südlich der Lichtenberge als nordwestlicher Teil des Salzgitter-Höhenzuges.

## Geschichte
Die heutige Schreibweise von Oelber hat sich in den letzten Jahrhunderten von „Olbere“ über „Ölper“ und „Ölber“ verändert. Die Namensherkunft ist nicht eindeutig geklärt und auch seine Deutung ist umstritten. Die erste Silbe könnte alabure/alah für Heiligtum bedeuten. Die zweite Silbe leitet sich möglicherweise von -bur (westfälisch: -büren) ab, was Siedlung bedeutet. Eine andere Meinung sieht in der Endung „-ber“ oder „-per“ die Bedeutung „Siedlung auf der Höhe“. Frei übersetzt könnte der Name Oelber danach „Heiligtum auf der Höhe“ oder „Heilige Siedlung“ bedeuten. Die Entstehungszeit des Ortsnamens wird bereits im 5. bis 8. Jahrhundert vermutet.
Der erst im 16. Jahrhundert aufgekommene Namenszusatz „am weißen Wege“ drückt aus, dass das Dorf nahe einem Kalkwerk lag. Der weiße Weg war ein Verbindungsweg nach Groß Elbe, der durch den Kalkabtransport weiße Kalkspuren aufwies. In Groß Elbe findet sich noch heute der „Weiße Weg“ als Straßenbezeichnung. Die Zusatzbezeichnung diente dazu, eine Verwechslung mit dem bei Braunschweig liegenden Dorf Ölper auszuschließen, das ebenfalls zum Herzogtum Braunschweig gehörte.
Die erste urkundliche Erwähnung des Dorfes Oelber am weißen Wege erfolgte 1226 im Lehnsregister der Edelherren von Meinersen. Die Adelsfamilie erbaute im 12. Jahrhundert das heutige Schloss Oelber als mittelalterliche Wasserburg. Die Ortsgeschichte ist untrennbar mit der adligen Familie derer von Cramm verbunden. 1296 wurden sie erstmals als Mitinhaber der Burg Oelber urkundlich erwähnt und gegenwärtig ist ein Familienzweig im heutigen Schloss ansässig. Territorial hatten die Bischöfe von Hildesheim seit 1353 die Herrschaft über den Ort, erstmals durch Bischof Heinrich von Hildesheim. Dies hielt bis zum Ende der Hildesheimer Stiftsfehde 1523 an. 1543 kam Oelber zum Herzogtum Braunschweig. Es lag im äußersten südwestlichen Zipfel des braunschweigischen Herrschaftsbereiches und war von fremden Territorien umgeben. 1597 überstand das Dorf eine Pest-Epidemie.
Während des Dreißigjährigen Krieges quartierte sich 1626 der kaiserliche Feldherr Graf Tilly mit seiner Truppe drei Monate lang im Schloss Oelber ein. Nach seinem Abzug nahmen das dänische Heer unter Graf Philipp Reinhard von Solms das Schloss ein und verwüstete es ebenso wie das Dorf. Tillys Truppen stellten etwa 15 km südlich von Oelber am weißen Wege die Dänen unter König Christian IV. und schlugen sie am 27. August 1626 in der Schlacht bei Lutter am Barenberge. 1771 bauten die Dorfbewohner das Dorf nach den Zerstörungen des Siebenjährigen Krieges (1756–1763) wieder auf. Es hatte dann neben der Kirche und dem Schloss 62 Häuser. 20 Jahre später wurden 602 Bewohner gezählt.
Zwischen dem Frieden von Tilsit 1807 und der Völkerschlacht bei Leipzig 1813 gehörte das Kurfürstentum Braunschweig-Lüneburg zum Königreich Westphalen. Der Ort gehörte in dieser Zeit zum Kanton Gebhardshagen.

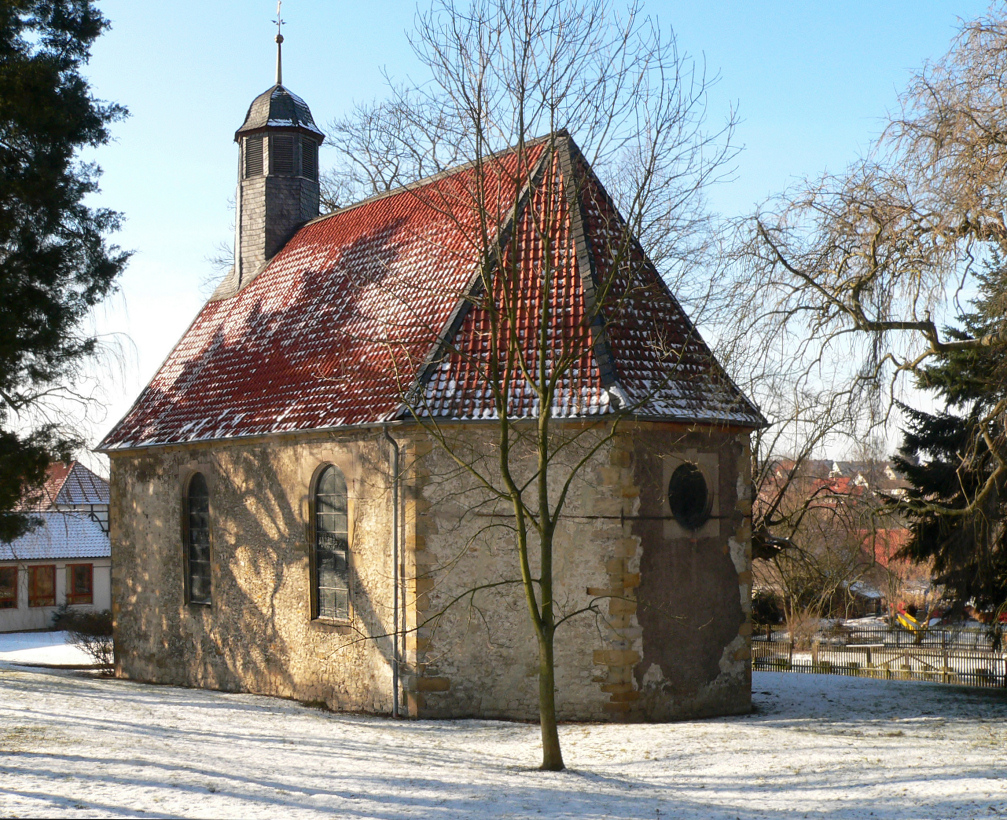
St.-Annen-Kirche

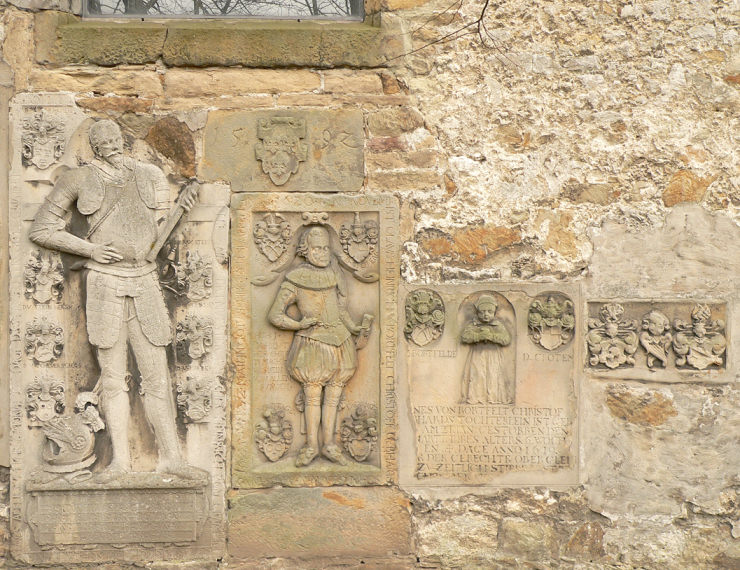
Grabplatten an der Kirche

Am 7. Juni 1961 wurde Oelber am weißen Wege von einer 1,5 m hohen Flutwelle betroffen, die zwei Todesopfer forderte. Vorausgegangen waren schwere Wolkenbrüche, deren Wassermassen das Tal hinunter schossen, in dem der Ort lag. 1963 beging die Gemeinde ihre 800-Jahr-Feier. Zu dieser Zeit verfügte das von Crammsche Rittergut über 1500 Morgen Land und 42 Arbeitskräfte. 1960 gab es Außenaufnahmen von Schloss Oelber für den Kinofilm Das Spukschloß im Spessart.
Die Siedlung Oelber war immer landwirtschaftlich geprägt. Das Rittergut derer von Cramm mit umfangreichen Viehbeständen und Nebenbetrieben, wie Brennerei, Ziegelei, Kalkwerk und Brauerei, gab den Dorfbewohner Lohn und Brot. Die Einwohnerzahl lag in den letzten Jahrhunderten zwischen 300 und 400 Personen. Nach dem Zweiten Weltkrieg stieg sie sprunghaft an und hat sich seither mit etwa 1.800 Einwohnern bis 2012 vervierfacht.
1974 verlor der Ort durch die Gebiets- und Gemeindereform seinen Status als selbständige Gemeinde und wurde Ortsteil von Baddeckenstedt. Auf Initiative mehrerer Vereine entstand 1986 das Dorfgemeinschaftshaus.

## Religion
Die Ortskirche ist die St.-Annen-Kirche nahe dem Schloss Oelber, eine Kirche, die 1594 Burchard und Franz von Cramm erbauen ließen. Im Inneren und an den Außenwänden sind zahlreiche Epitaphe der früheren Schlossherren, der Familie von Cramm und der mit ihr verwandten Geschlechter, angebracht. Das Gotteshaus ist seither eine Patronatskirche, für deren Unterhalt die adlige Familie aufkam.

## Persönlichkeiten
- Werner Söchtig (1845–1907), Architekt